# Nadleśnictwo Pułtusk
Nadleśnictwo Pułtusk – jednostka organizacyjna Lasów Państwowych podległa Regionalnej Dyrekcji Lasów Państwowych w Warszawie. Siedziba nadleśnictwa znajduje się w Pułtusku, w powiecie pułtuskim, w województwie mazowieckim.
Nadleśnictwo obejmuje część powiatów pułtuskiego, makowskiego, ostrołęckiego i wyszkowskiego. 
Powierzchnia Nadleśnictwa wynosi 21 357, 69 ha.

## Historia
Lasy w rejonie Pułtuska w Rzeczypospolitej Obojga Narodów były własnością królewską. Nadleśnictwo Pułtusk zostało utworzono przez zaborcę rosyjskiego w 1807. W XIX w. zostało ono zlikwidowane. Podczas I wojny światowej lub tuż po niej powstały nadleśnictwa Pułtusk i Lemany. W 1923 dokonano reorganizacji podziału Lasów Państwowych, wydzielając Nadleśnictwo Leszczydół.
Kolejną reorganizację przeprowadzono po II wojnie światowej, gdy lasy skarbowe powiększyły się o lasy prywatne znacjonalizowane przez komunistów. W miejsce trzech przedwojennych nadleśnictw utworzono wówczas nadleśnictwa Pułtusk i Różan. Nieco później przywrócono Nadleśnictwo Lemany.
1 stycznia 1973 nadleśnictwa Pułtusk, Lemany i Różan zostały połączone, a nowa jednostka przyjęła nazwę Nadleśnictwo Pułtusk.

## Ochrona przyrody
Na terenie nadleśnictwa znajduje się pięć rezerwatów przyrody:
- Bartnia,
- Dzierżenińska Kępa,
- Popławy,
- Stawinoga,
- Wielgolas.

## Drzewostany
Typy siedliskowe lasów nadleśnictwa są zróżnicowane w zależności od geologii i gleb podłoża. W obrębach Lemany i Różan dominują bory stanowiące ok. 65% powierzchni. Dominującym typem siedliskowym lasów obrębu Pułtusk są lasy, które zajmują 85% powierzchni.
Gatunki lasotwórcze lasów nadleśnictwa (z procentem powierzchni drzewostanów, na której dany gatunek jest gatunkiem panującym):
- sosna 79%,
- dąb 9%,
- olsza 6%,
- brzoza 4,5%,
- inne 1,5%.